# József Hild
József Hild (Pest, 8 dicembre 1789 – Pest, 6 marzo 1867), è stato un architetto ungherese, uno dei maggiori esponenti dell'architettura neoclassica dell'epoca. Ebbe un ruolo rilevante nella risistemazione di Pest nella cosiddetta era della riforma ungherese. Era figlio dell'architetto János Hild e nonno del giornalista Viktor Hild.

## Biografia
Il padre di József Hild era l'architetto e direttore dei lavori del Nuovo edificio a Pest e József, fin da giovanissimo, provava molto interesse per l'architettura. 
Tra il 1799 e il 1804 Hild ha studiato al liceo dei Padri piaristi con eccellente profitto. 
Hild aveva sedici anni quando il padre lo inviò a Vienna perché potesse frequentare l'Accademia di belle arti e, contemporaneamente allo studio, lavorò per Karl Ritter von Moreau (1758-1840) che a quel tempo era architetto di corte della famiglia Esterházy. Grazie agli insegnamenti del padre János, József venne introdotto alla professione di architetto e nel 1809 entrò ufficialmente a lavorare in società nello studio paterno. A causa della morte del padre avvenuta nel 1811 József Hild interruppe gli studi e chiese all'autorità competente che gli venisse concessa la licenza di costruttore, ma questa gli fu accordata solo a patto che egli approfondisse i suoi studi. Pertanto Hild dal 1816 al 1820 completò la sua preparazione a Napoli, Roma, Firenze e Milano. In Italia ebbe modo di conoscere le caratteristiche strutturali dell'architettura rinascimentale, l'essenziale semplicità architettonica delle prime chiese cristiane e queste conoscenze influenzaranno alcune sue opere.

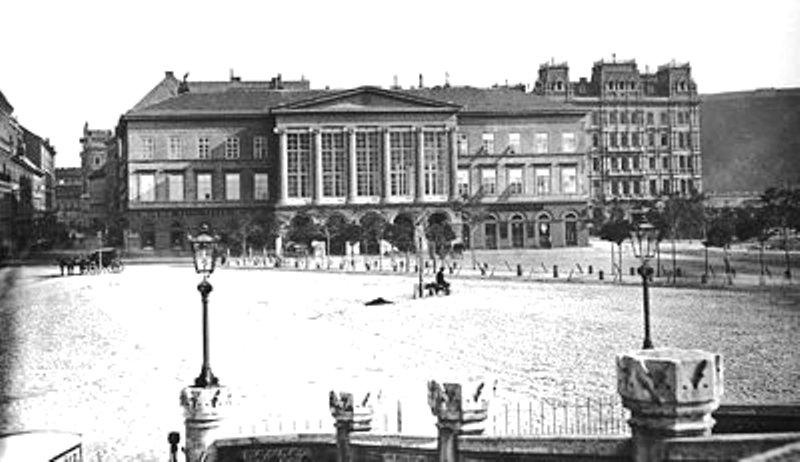
Il palazzo Lloyd ca. 1887

Ritornò a Pest nel 1820 e si dedicò all'attività di architetto. Già dagli anni venti dell'Ottocento realizzò i suoi primi progetti, tra cui le terme di Diana (1822), Casa Gross (1825), il palazzo dei Lloyd (1828). 
La sua fama crebbe lentamente ma raggiunse l'apice con la ricostruzione degli edifici devastati dall'inondazione di Pest del 1838. Dopo questo evento Hild visse il suo periodo più produttivo. A lui si deve la ricostruzione della città poiché progettò circa 200 ville, edifici commerciali e palazzi cittadini. Nel 1844 ricevette il titolo di "Architetto" e dal 1845 è stato "Architetto della città" di Pest.
Durante gli anni trenta dell'Ottocento Hild iniziò anche a progettare costruzioni di grandi dimensioni come chiese e nuovi edifici come, per esempio, il duomo di Eger e la basilica di Esztergom che è la più grande chiesa dell'Ungheria. la Cattedrale di Nostra Signora e di Sant'Adalberto di Esztergom (1839-1845), il Cattedrale di San Giovanni Apostolo ed Evangelista di Eger (1830-1837) e gli edifici delle chiese riformate a Cegléd e Kunhegyes ("Cattedrale della Pianura ungherese"). La Basilica di Santo Stefano di Budapest, fu costruita inizialmente seguendo i suoi progetti che tuttavia in seguito sarebbero stati ridisegnati da Miklós Ybl. Nel 1856 progettò la facciata della Chiesa luterana in piazza Deák.
Alcuni suoi grandi edifici sono stati demoliti ma a Budapest si trovano ancora molte case private, anche in affitto, progettate da Hild. In centro a Budapest, per esempio, troviamo il palazzo Gross, il palazzo Károlyi-Trattner, la casa Derra-Marczibányi o alcune ville a Hűvösvölgy (Csendilla, Hild-villa).
Hild si ritirò dall'attività quasi settantenne. Morì il 6 marzo 1867 a causa di una polmonite e il suo funerale fu celebrato l'8 marzo nel cimitero di Kerepes con una cerimonia molto semplice.

## Opere
Le opere di József Hild sono circa 900. Un elenco in ordine cronologico degli edifici di Pest si può trovare nel libro di Jenő Rados sull'opera di József Hild.
- 1821–1822: Budapest Terme di Diana;
- 1824: Budapest, Casa Gross;
- 1827-1828: Pest, Palazzo dei Lloyd, è stata sede del Consiglio civico del commercio. Demolito nel 1948, sul suo sito attualmente si trova l'Atrium Hyatt Hotel;
- 1831-1837: Eger, Cattedrale;
- 1834: Cegléd, Chiesa riformata calvinista;
- 1834: Bajna, Palazzo Metternich-Sándor;
- 1836: Baja, Cappella Calvaria;
- 1836: Szilvásvárad, Chiesa riformata calvinista;
- 1838: Budapest, Casa Derra[1];
- 1839: Kunhegyes, Chiesa riformata calvinista ("Cattedrale della Pianura ungherese");
- 1838-1846: Basilica di Esztergom (1822-1838 progettata da Paul Kühnel e János Packh);
- 1839-1840: Budapest, Ostello Tiger, era Casa Wagner[2];
- 1841-1844: Budapest, Bagni Császár (oggi Imperial Hotel)[3] ;
- 1843-1854: Budapest, Cappella Hermina[4];
- 1844: Budapest, Villa Hilda;
- 1844: Budapest, Villa Csendilla[5];
- 1844: Buda, Villa (XII via Városmajor 39/a), demolita;
- 1845: Buda, Villa (XII via Diana 17);
- 1846: Budapest, Villa Libaschinszky oggi sede dell'Ambasciata sudcoreana[6];
- 1852: Budapest, Casa Pscherer di Nicholas Pscherer, ex casa popolare;
- 1856: Budapest, La facciata principale della Chiesa luterana di Pest;
- 1856: Budapest, pensione Fácános;
- 1851-1867: Budapest, basilica di Santo Stefano (Budapest); dopo la morte di Hild è stata terminata da Miklós Ybl;
- 1853: Budapest, Casa Ullmann Casa;
- 1853: Esztergom, biblioteca della cattedrale;
- 1860-1862: Esztergom, Cassa di Risparmio;
- 1861-1865: Esztergom, Seminario;
- 1861: Budapest, Banca commerciale di Pest, oggi Casa Gerbeaud.

## Galleria d'immagini

### Templi

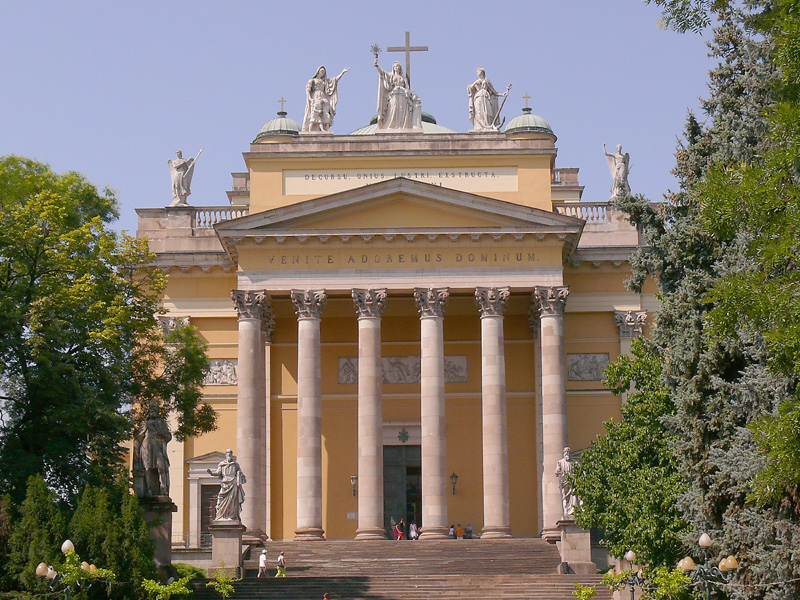
Eger - La facciata della Cattedrale di San Giovanni Apostolo ed Evangelista, 1831-37
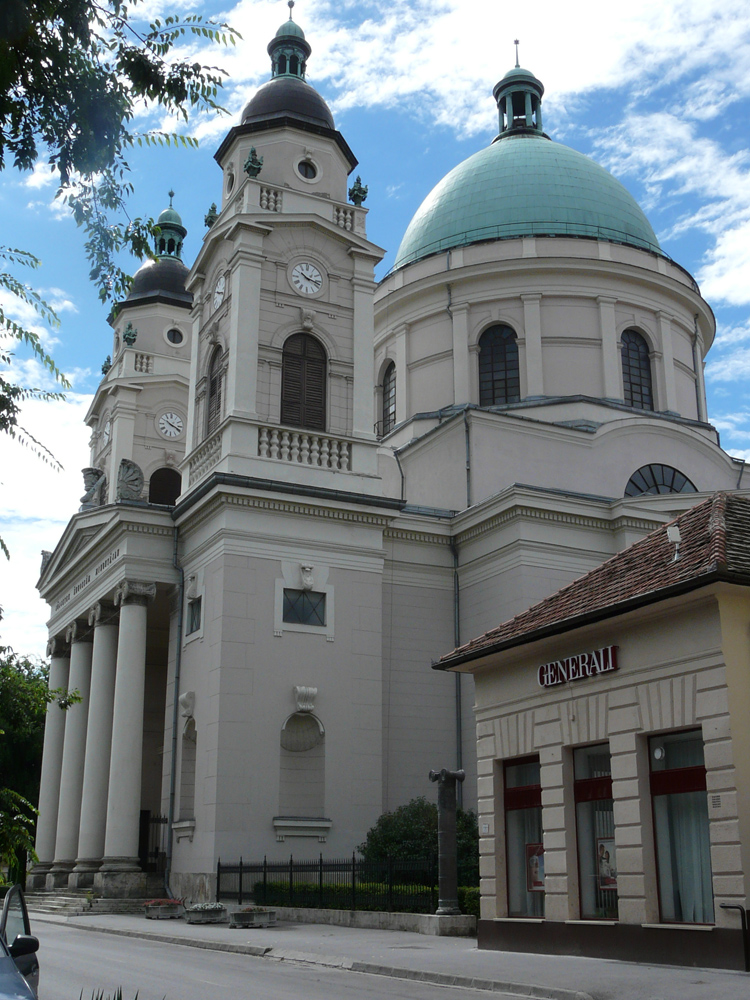
Cegléd - Chiesa riformata, 1834
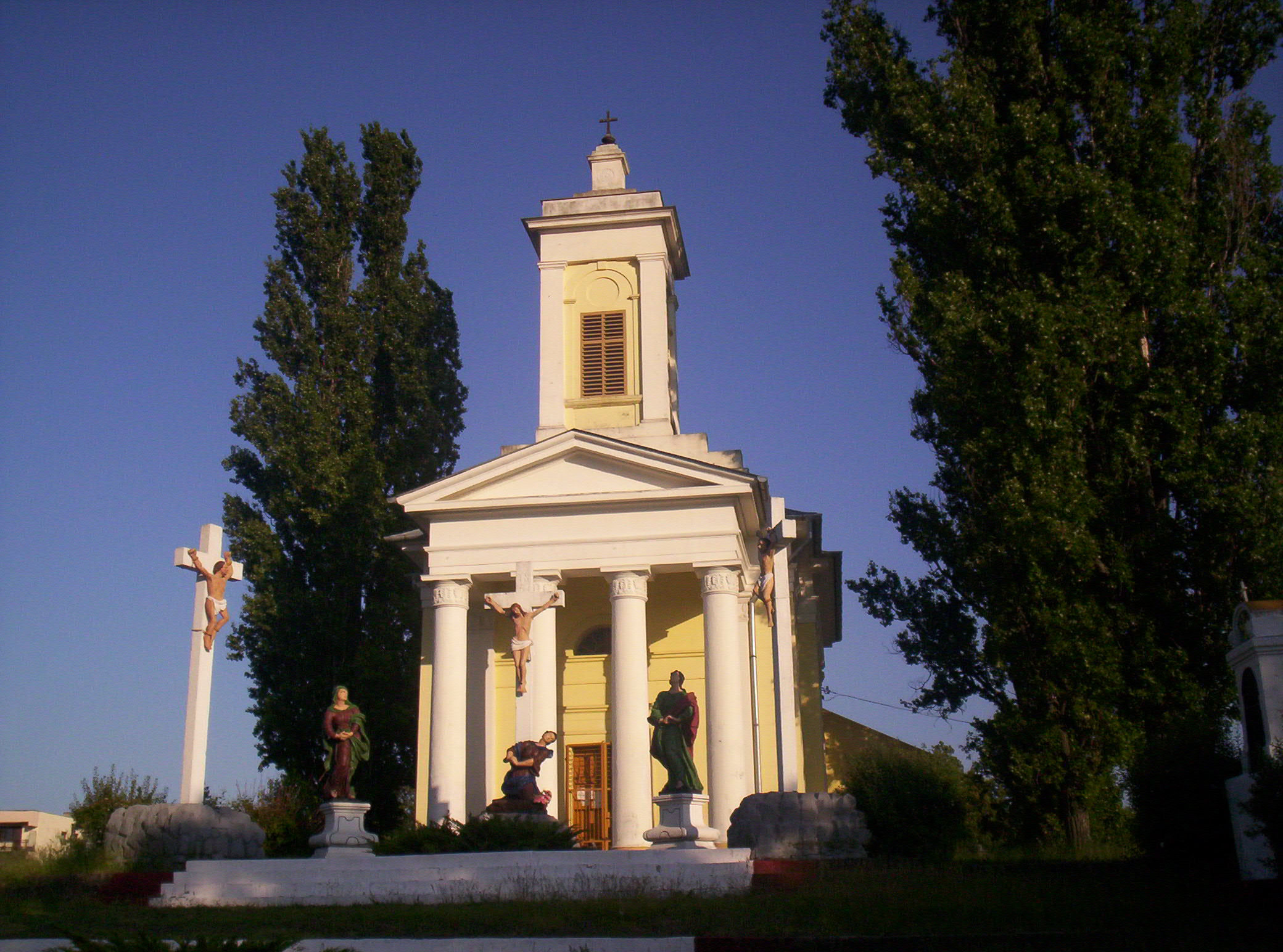
Baja - Cappella Calvaria, 1836
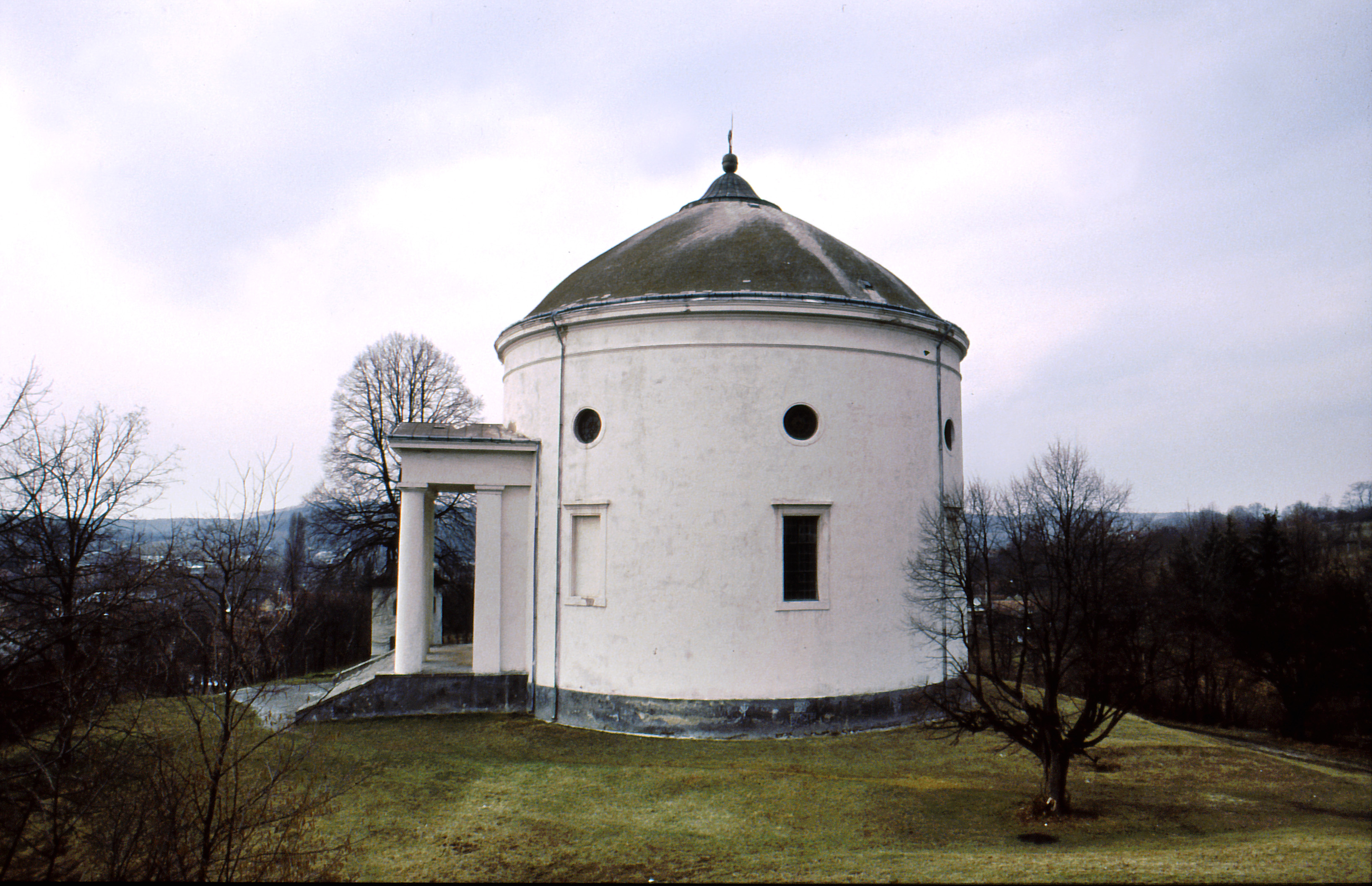
Szilvásvárad - Chiesa riformata, 1836
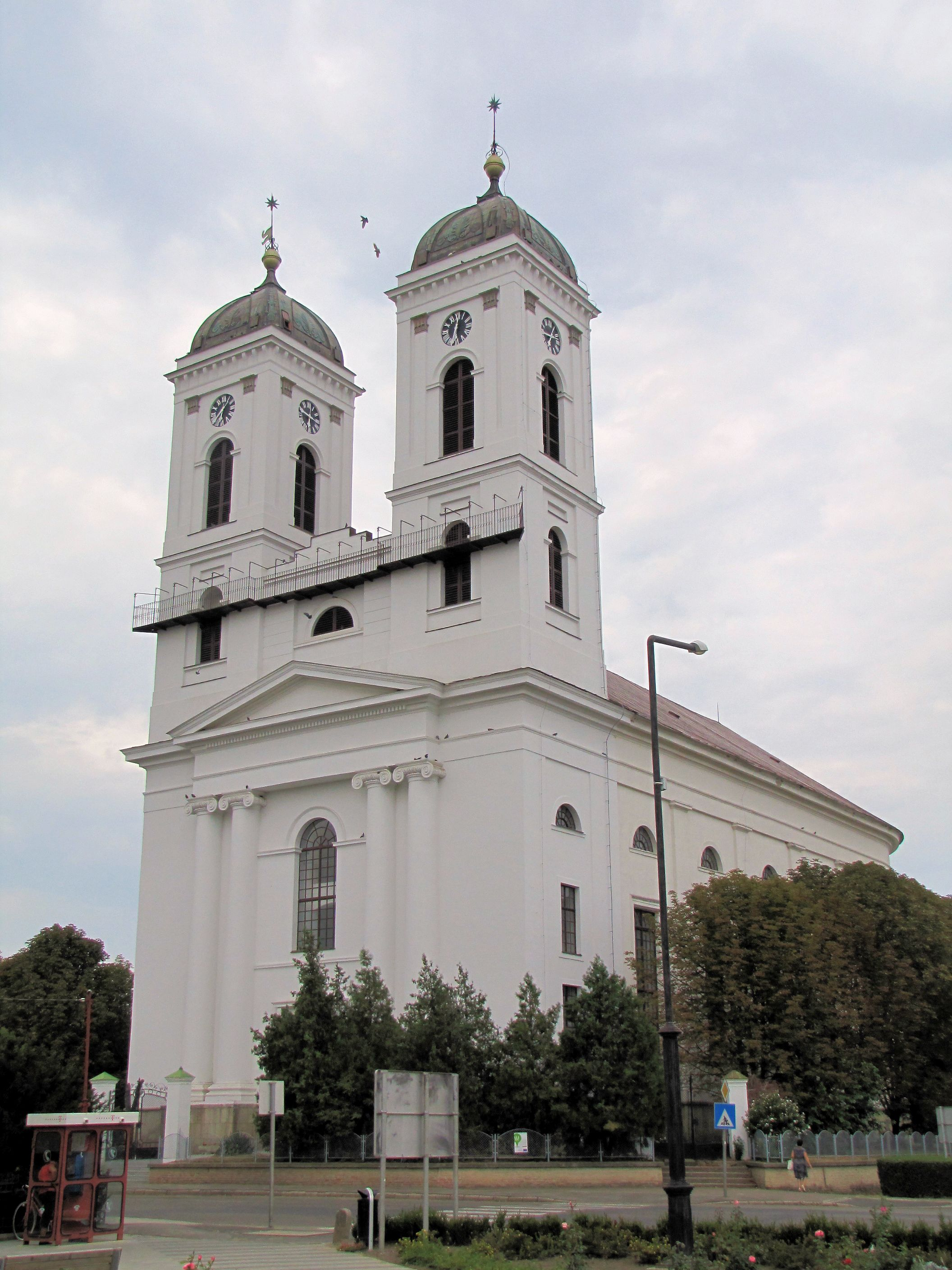
Kunhegyes - Chiesa riformata, 1839
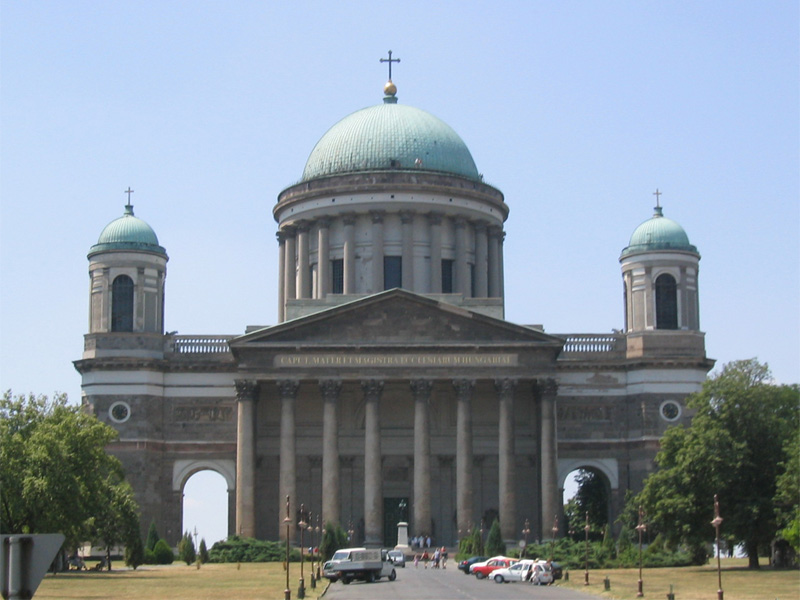
Esztergom - Facciata della Cattedrale di Nostra Signora e di Sant'Adalberto, 1838-46
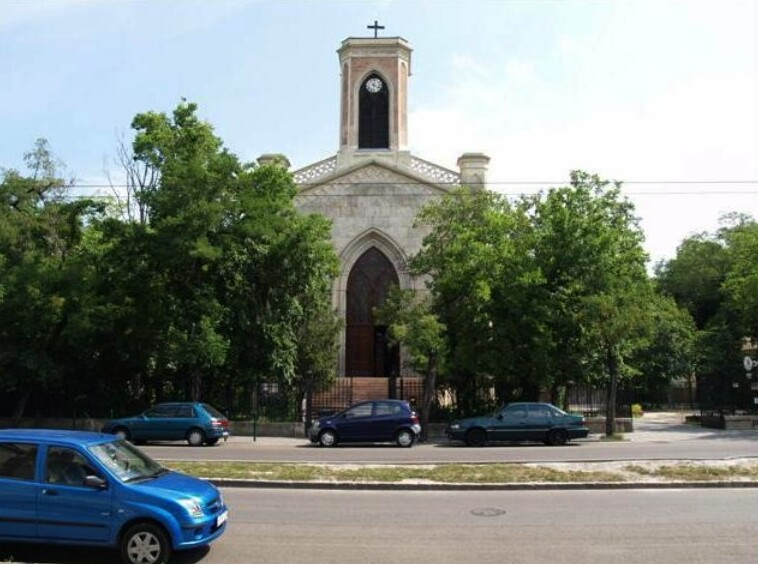
Cappella Hermina, 1843-54
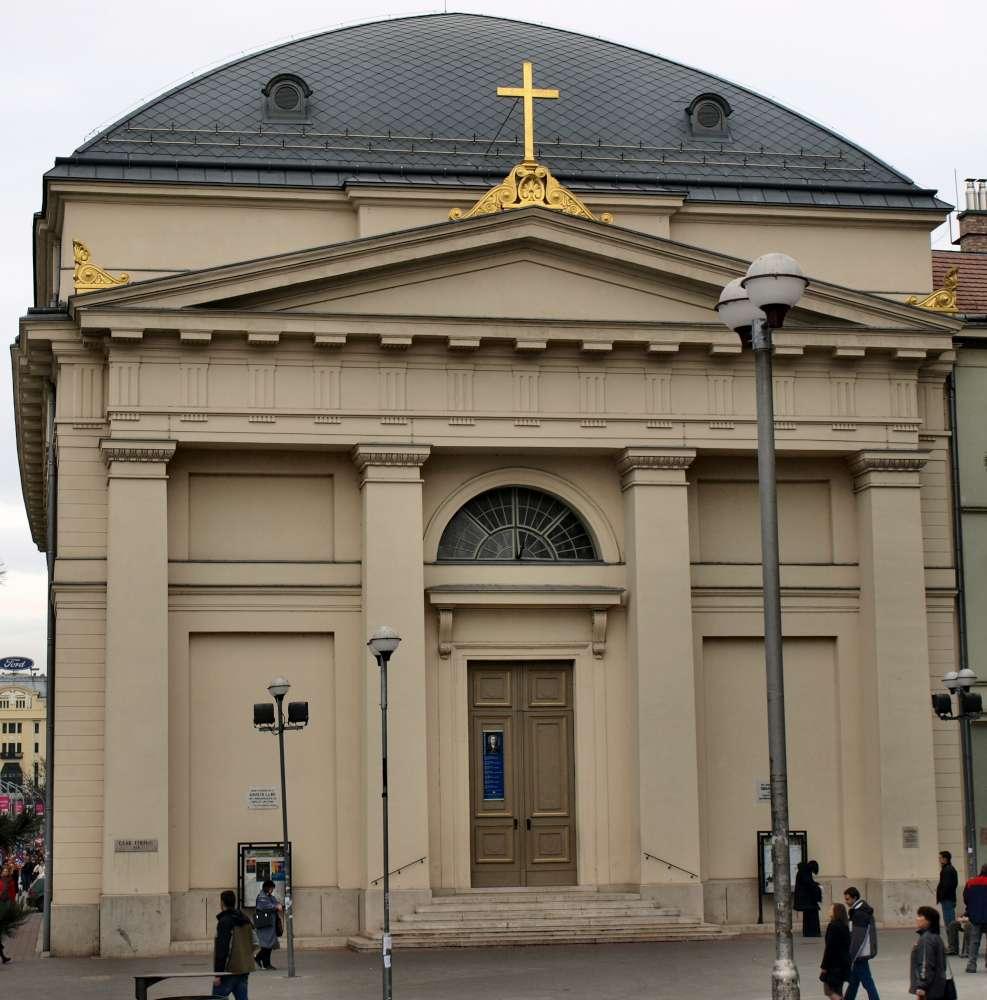
Budapest - Facciata della Chiesa luterana di Pest, 1856

### Case private ed edifici pubblici

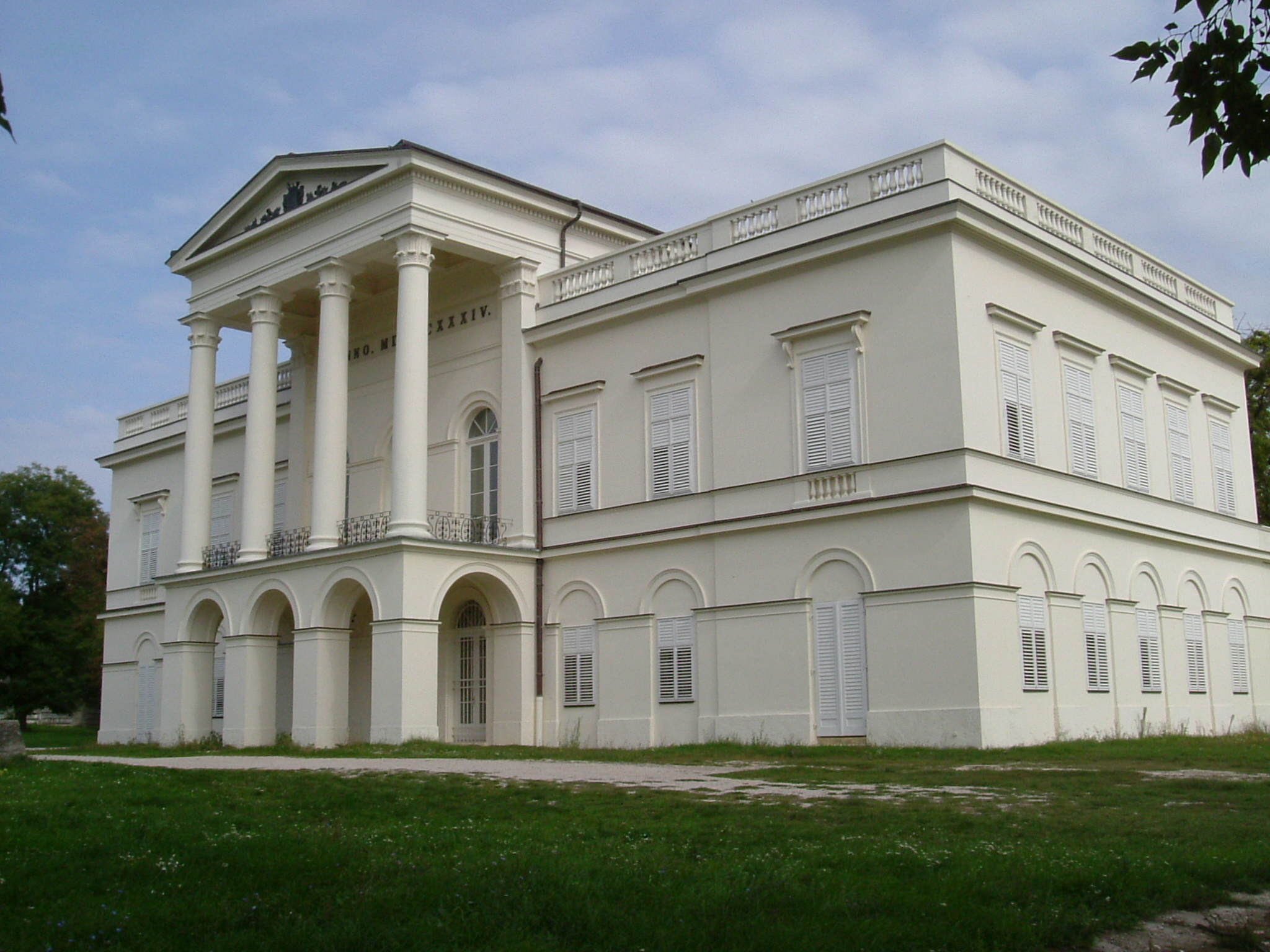
Bajna - Castello Sándor-Metternich, 1834
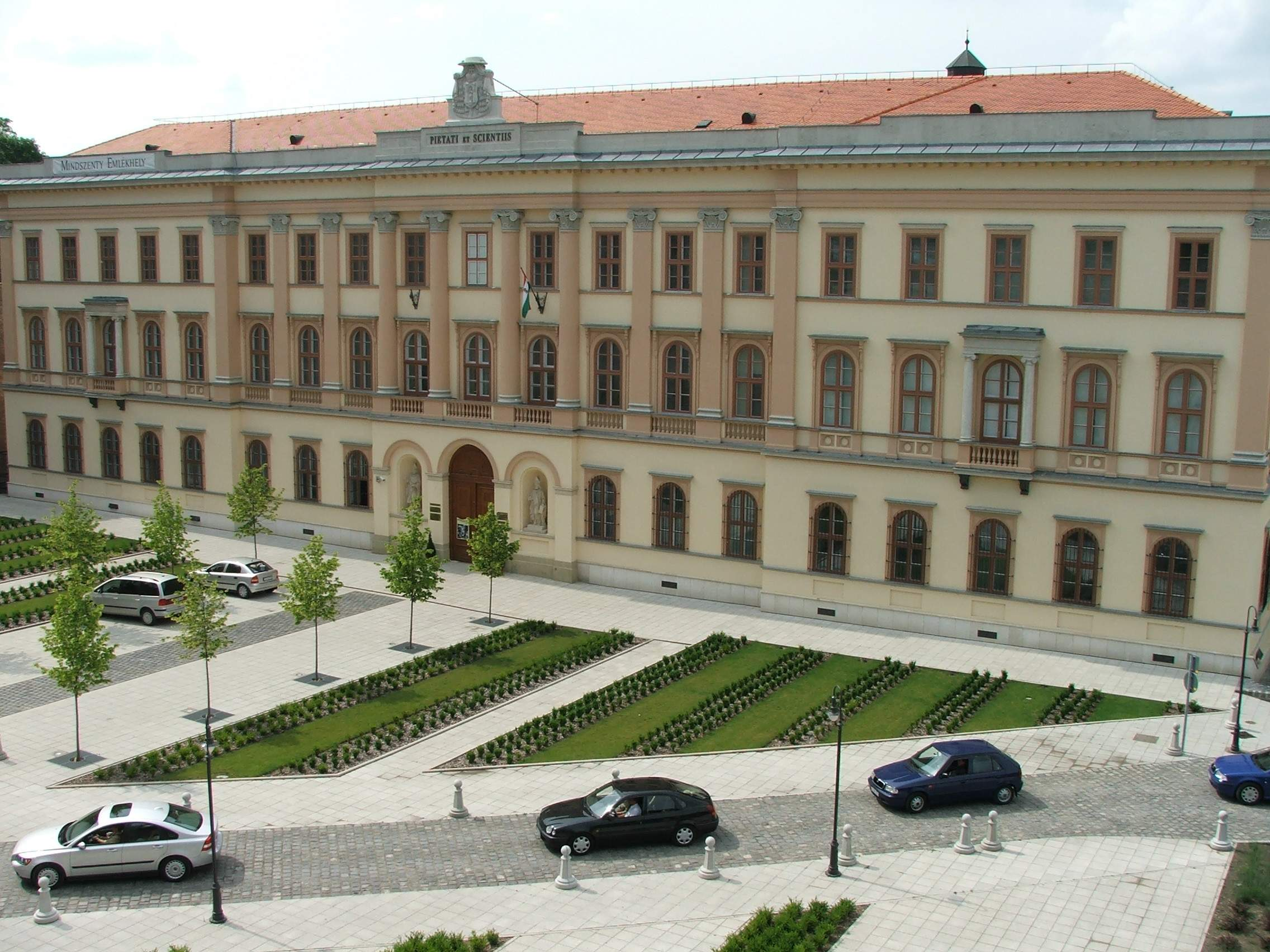
Esztergom - Ala sud del Seminario 1861-65
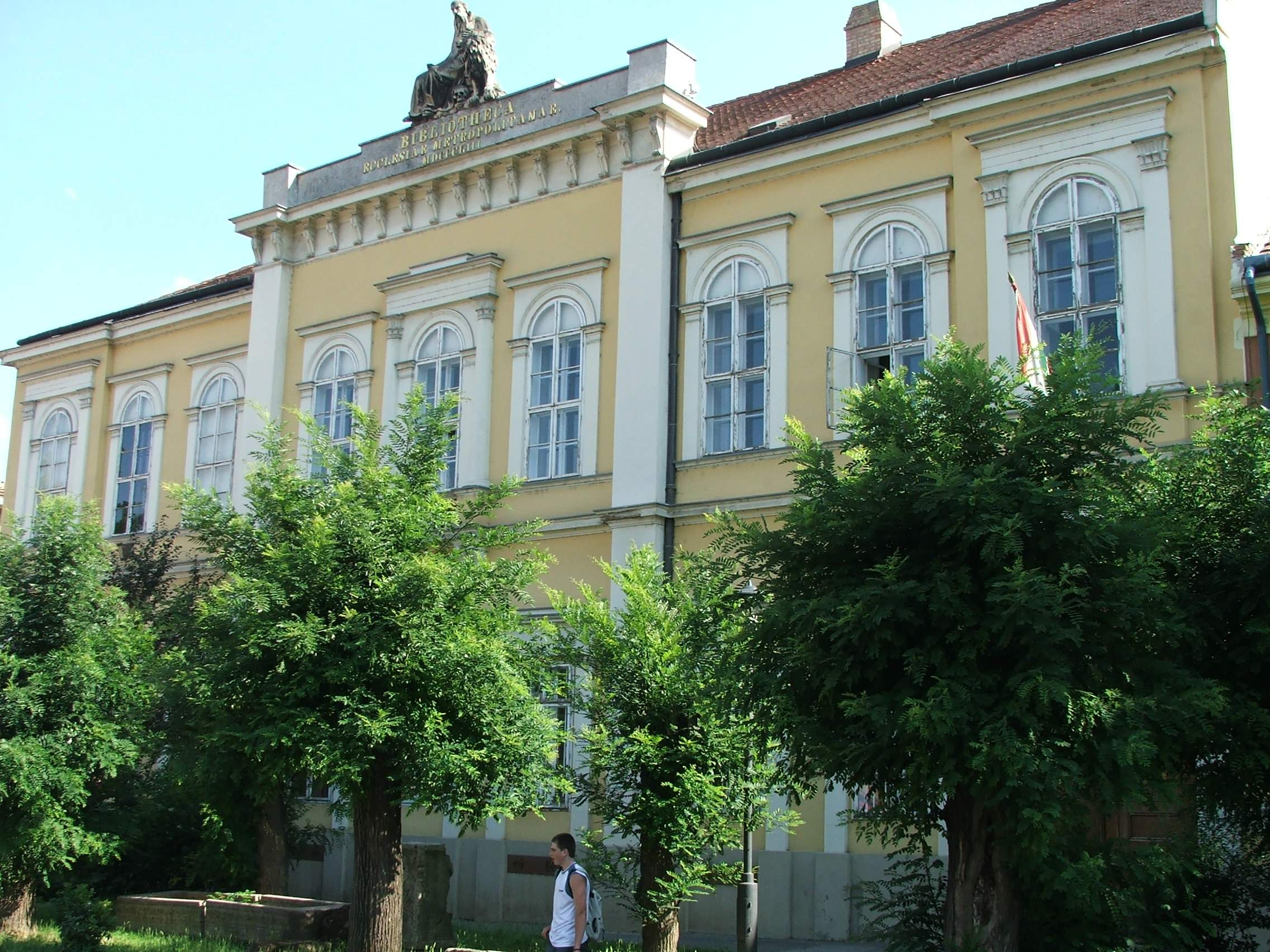
Biblioteca della cattedrale, 1853, Esztergom
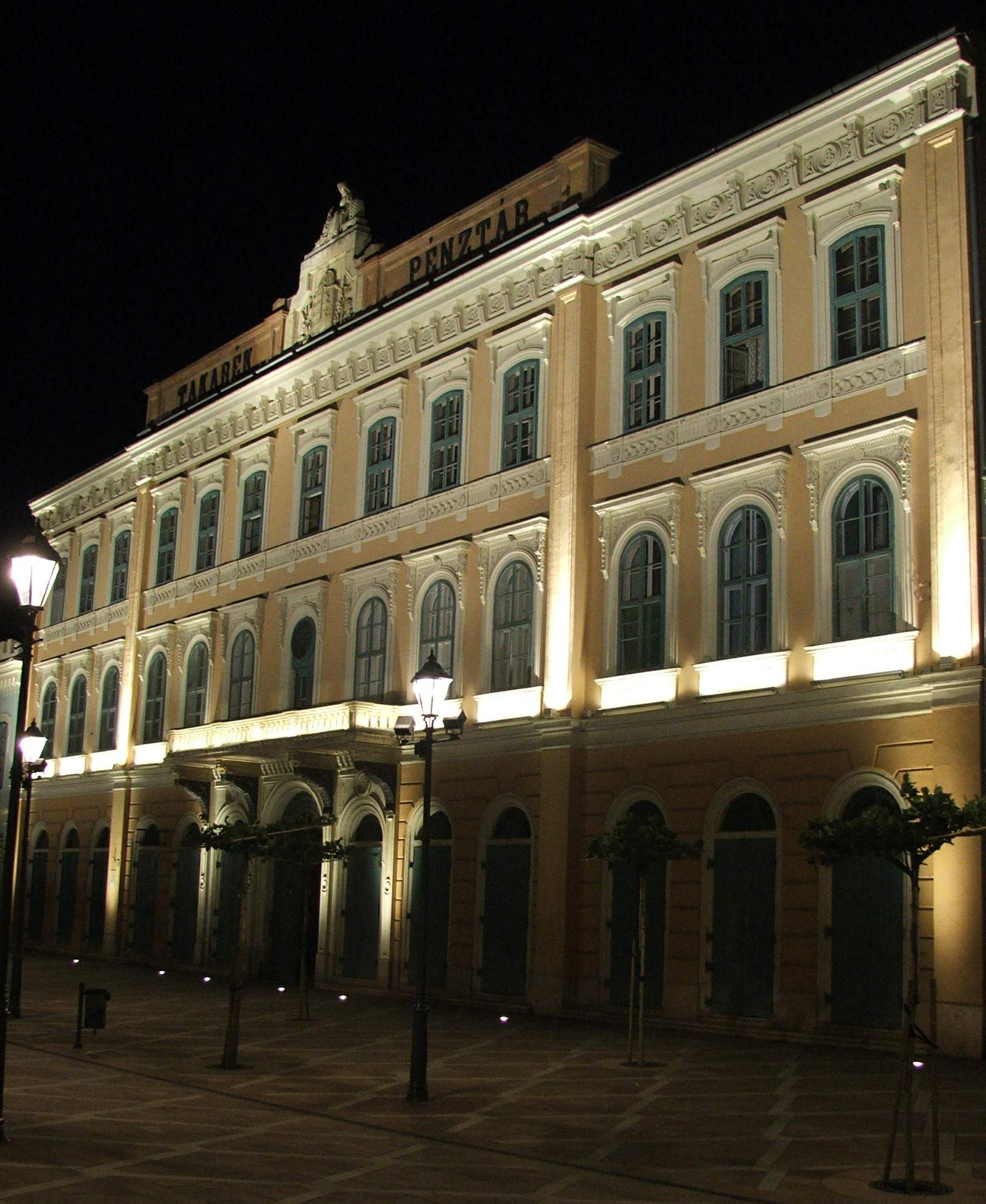
Cassa di risparmio, 1860-62, Esztergom
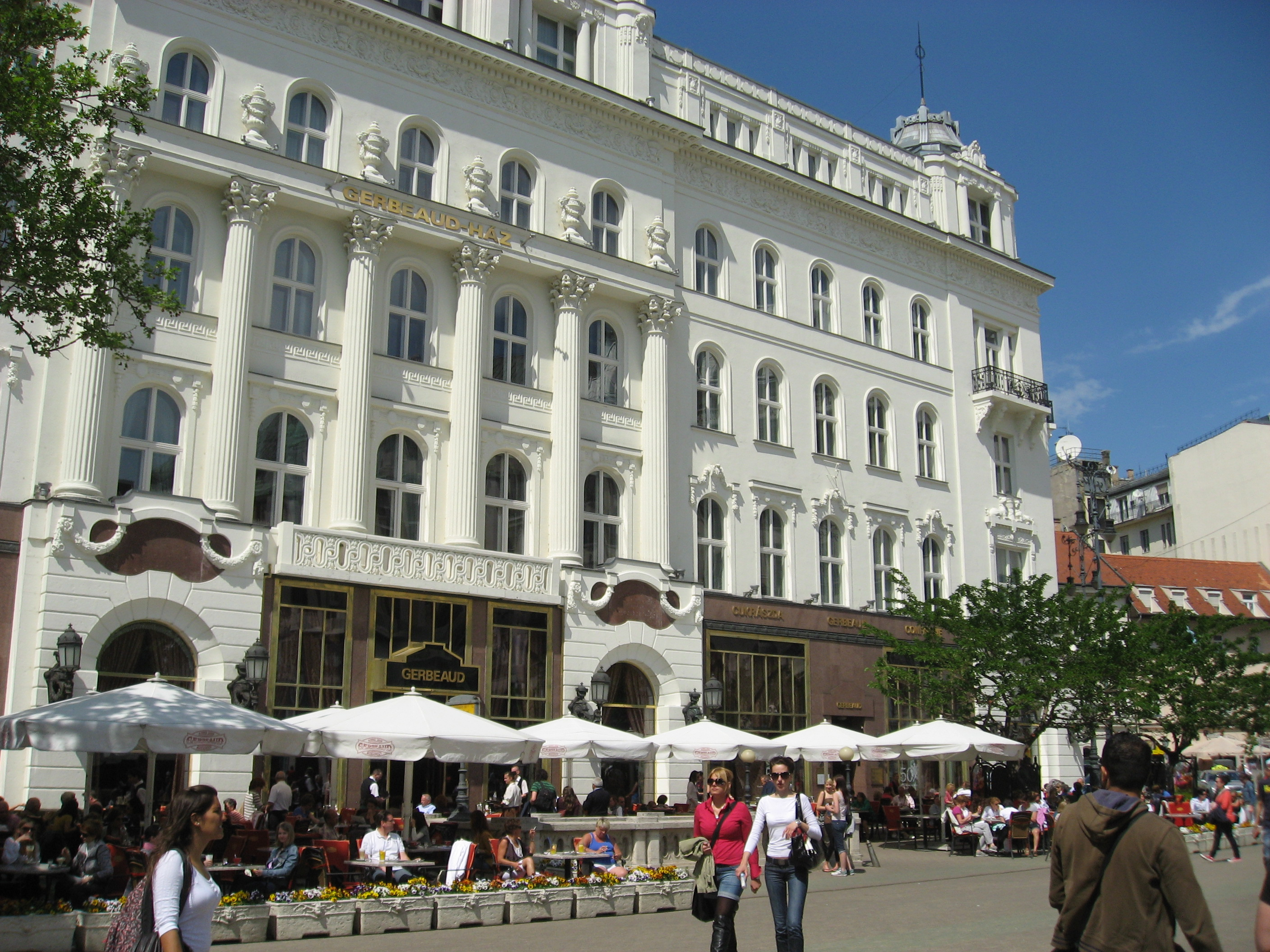
Budapest, Casa Gerbeaud
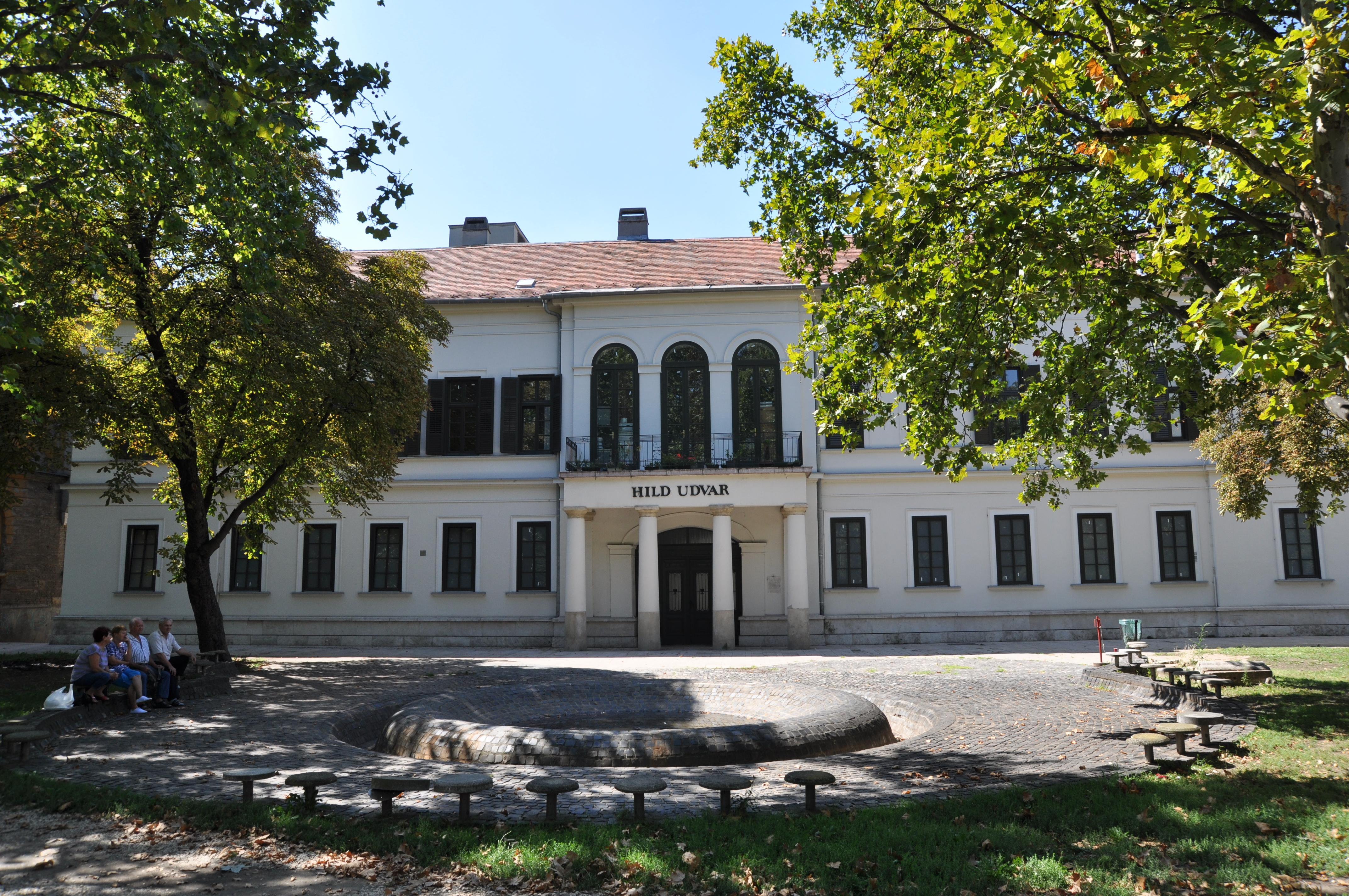
Budapest (Buda ) - Corte Hild,
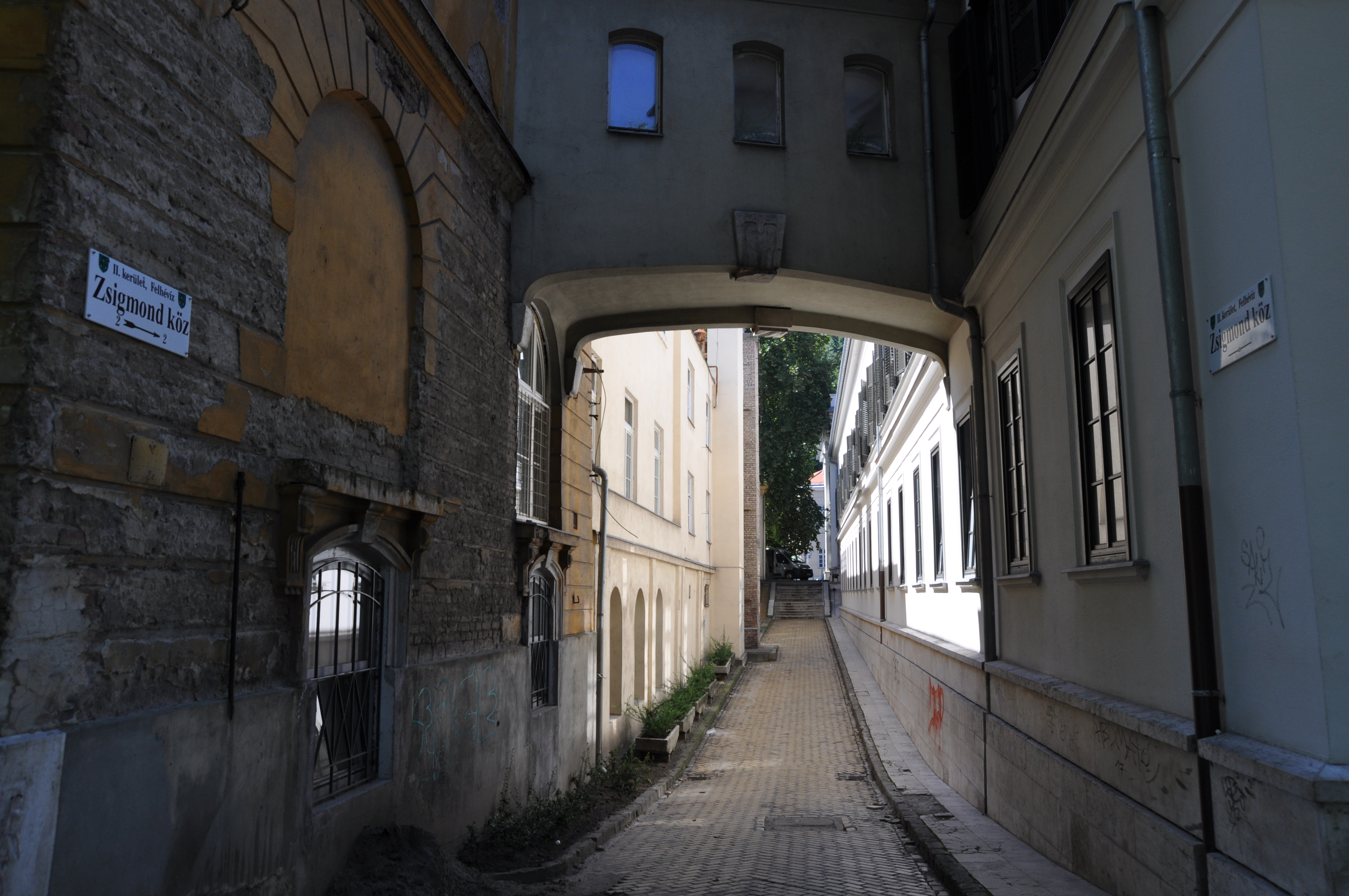
Budapest (Buda) - Corsia Zsigmond,
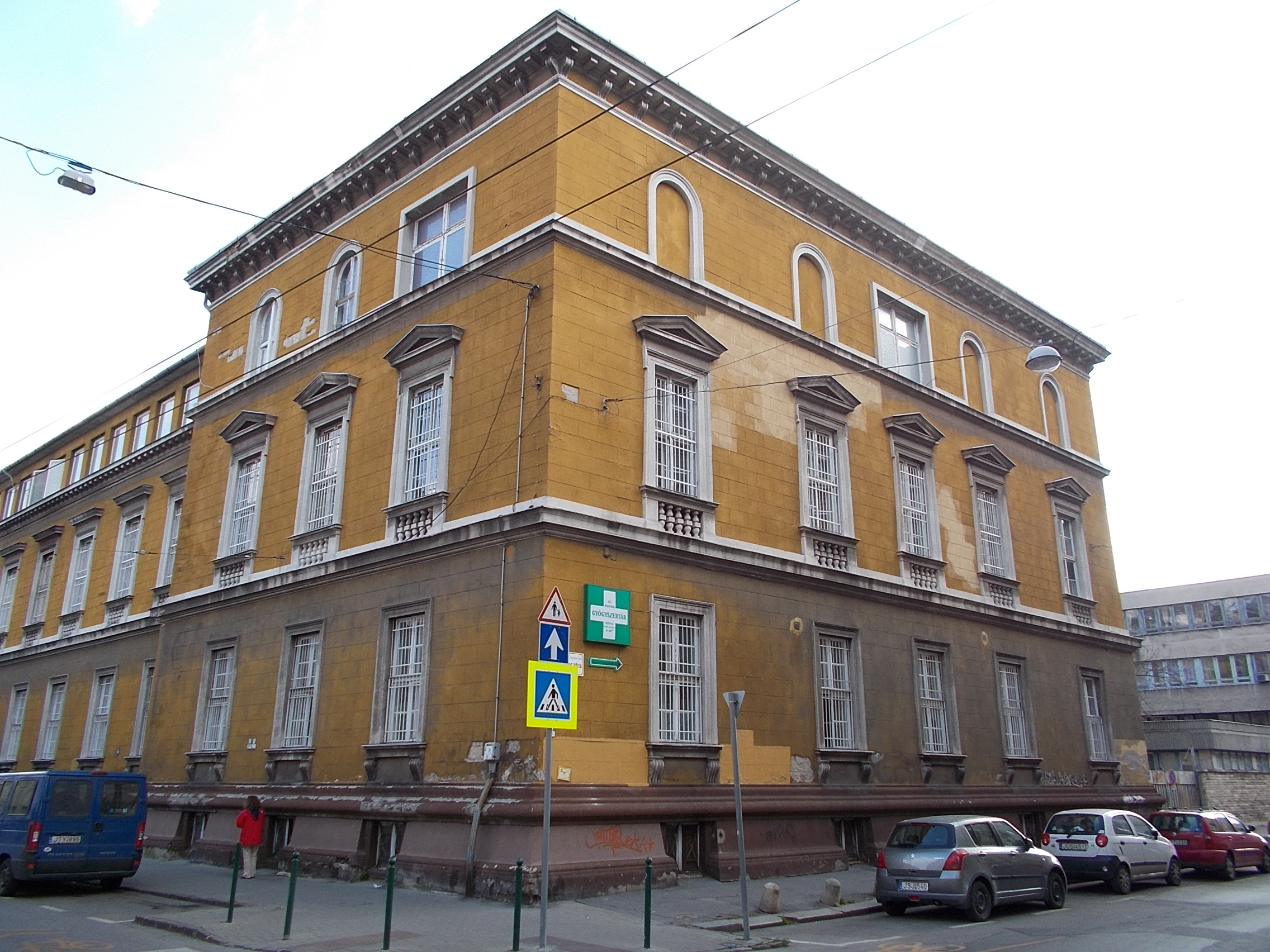
Budapest (Pest) - Casa residenziale, oggi ospedale